# 柳美稀
柳美稀（日语：やなぎ みき，1997年8月24日—）生於日本大阪府，日本女演員和時裝模特兒。目前隸屬於奧斯卡傳播經紀公司。
2016年出演特攝作品《動物戰隊獸王者》，飾「Sera（セラ）／獸王鯊」開始獲得知名度。

## 生平
生於日本大阪府，小學二年級時移居愛知縣。
養在老家的愛貓名叫「小太郎」。
2012年參加全日本國民美少女比賽，雖未獲獎，但以此為契機被經紀公司招攬進入演藝圈。
2013年在東海電視台製作的特攝劇《黃金鯱傳說》中客串演出。
2014年參加由日本流行雜誌Seventeen主辦的「Miss Seventeen」，在決選中獲選，並以模特兒身分出道。
2015年離開大阪，至東京發展。
2016年，在朝日電視台的超級戰隊特攝劇《動物戰隊獸王者》之中飾演「Sera／獸王鯊」，得以第一次在電視劇演出。因全國放送而為眾所熟知。
2017年2月出版第一本個人寫真集《空色》。
2017年4月（2017年6月號）開始，在女性時尚雜誌「mini」擔任常規模特兒。
2019年8月27日，就任大府市制50周年特別支持者

## 演出作品

### 電視劇
| 年份 | 劇名                               | 角色               | 電視台       | 備註            |
| ---- | ---------------------------------- | ------------------ | ------------ | --------------- |
| 2016 | 動物戰隊獸王者                     | Sera(セラ)／獸王鯊 | 朝日電視台   |                 |
| 2016 | 動物戰隊獸王者 超級動物大戰        | 獸王鯊             |              |                 |
| 2017 | 櫻的親子丼                         | 正木理惠           | 富士電視台   |                 |
| 2018 | 狂賭之淵                           | 生志摩妄           | MBS電視台    |                 |
| 2018 | 投資者Z                            | 渡邊隆子           | 東京電視台   |                 |
| 2019 | SIGN 法醫學者柚木貴志的事件        | 宮島清花           | 朝日電視台   | 第1、7集出演    |
| 2019 | 死役所                             |                    | 東京電視台   | 第2話*特别出演* |
| 2020 | 甚麼都不做的出租先生               | 弦美               | 東京電視台   | 第3集出演       |
| 2020 | 24 JAPAN                           | 函崎寿々           | 朝日電視台   |                 |
| 2021 | 約定的灰姑娘                       | 有栖惠             | TBS電視台    | 第1集出演       |
| 2022 | 因故，大叔在為我的戀情應援（腦內） | 牧村晶子           | TOKYO MX     |                 |
| 2022 | 福岡戀愛白書17                     | 西村美櫻           | 九州朝日放送 |                 |
| 2024 | GO HOME～警視廳身份不明人相談室～  | 芹沢菜津           | 日本電視台   |                 |

### 網路劇
| 年份 | 劇名                     | 角色     | 電視台             | 備註            |
| ---- | ------------------------ | -------- | ------------------ | --------------- |
| 2017 | 兩個人的獨角戲           | 御廚美影 | Abema TV           | 雙主演          |
| 2019 | 僕聲 第二季              | 梁木     | Paravi             | 第7話*特别出演* |
| 2021 | Soldiers～慈しむ者たち～ |          | dTVチャンネル      | 第4話*特别出演* |
| 2021 | 狂賭之淵雙               | 生志摩妄 | Amazon Prime Video |                 |

### 電影
| 年份 | 劇名                                                         | 角色           | 備註     |
| ---- | ------------------------------------------------------------ | -------------- | -------- |
| 2016 | 水手服與機關槍- 卒業                                         | 立花           |          |
| 2016 | 手裏劍戰隊忍忍者 VS 特急者 THE MOVIE 忍者 In Wonderland      | 獸王鯊         | 聲音演出 |
| 2016 | 劇場版 動物戰隊獸王者 心跳不已 馬戲團恐慌！                  | 獸王鯊         |          |
| 2017 | 劇場版 動物戰隊獸王者 VS 忍忍者 來自未來的訊息 from 超級戰隊 | 獸王鯊         |          |
| 2017 | 歸來的動物戰隊獸王者 納命來吧! 地球王者決定戰                | 獸王鯊         |          |
| 2018 | Love × Doc                                                   | 桌球酒吧的情侶 |          |
| 2019 | 狂賭之淵電影版                                               | 生志摩妄       |          |
| 2021 | 狂賭之淵電影版Part2 絕體絕命俄羅斯輪盤                       | 生志摩妄       |          |
| 2021 | 青春特調蜂蜜檸檬蘇打                                         | 小島玲美       |          |

### 舞台劇
- カレフォン(原作・演出：鈴木おさむ/音樂：大塚 愛)(2018年10月)-飾  花田裕美[3]
- タクフェス第７弾「流れ星」(2019年10-12月)-飾 德田夏子

### 電視廣告
- 部落衝突クラッシュ・ロワイヤル『目指せモテ男！』(2017)
- 中部電力株式会社『ナルホド！中電』(2017)
- 大府市シティプロモーションCM「市制50周年SPサポーター」(2019)

### MV
- My Hair is Bad『いつか結婚しても』(2017)
- Miwa 「RUN FUN RUN」（2019年）

### 書籍
- 《空色》柳美稀1st写真集(2017年2月7日，小學館，攝影：渡邊達生)[4]

## 外部連結
- 官方博客 （日語）
- 奧斯卡傳播網站內的官方個人資料 （页面存档备份，存于） （日語）
- 柳美稀twitter （页面存档备份，存于） （日語）
- 柳美稀Instagram （页面存档备份，存于） （日語）

| 前任： 松本岳 （手裏劍戰隊忍忍者） | 日本超級戰隊系列藍色戰士演員 動物戰隊獸王者 2016年2月14日-2017年2月5日 | 繼任： 中井和哉 (聲演) 田口翔大 （宇宙戰隊九連者） |